# Park Etnograficzny w Tokarni

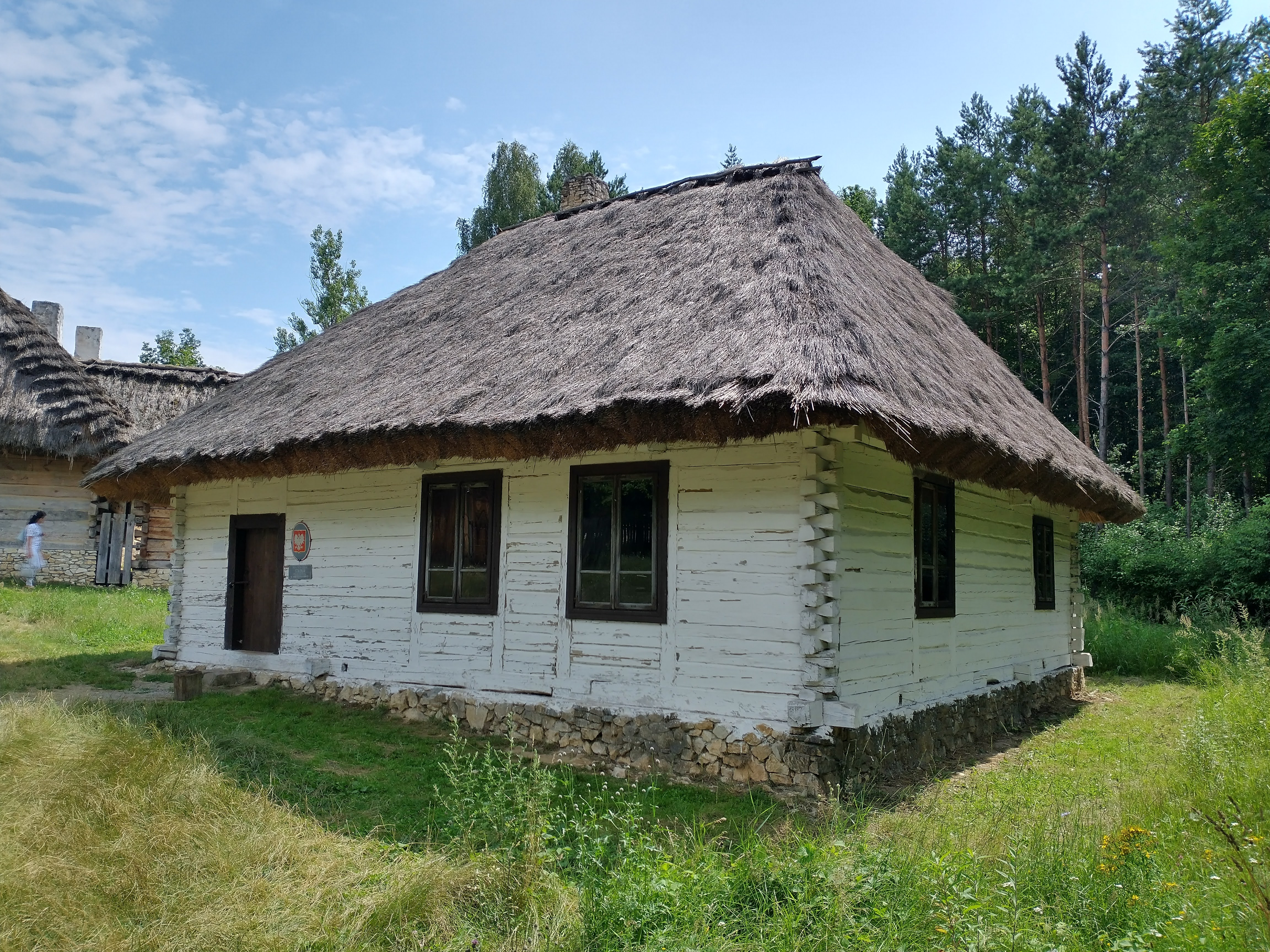
Chałupa z Woli Szczygiełkowej, 1870 (sektor świętokrzyski)

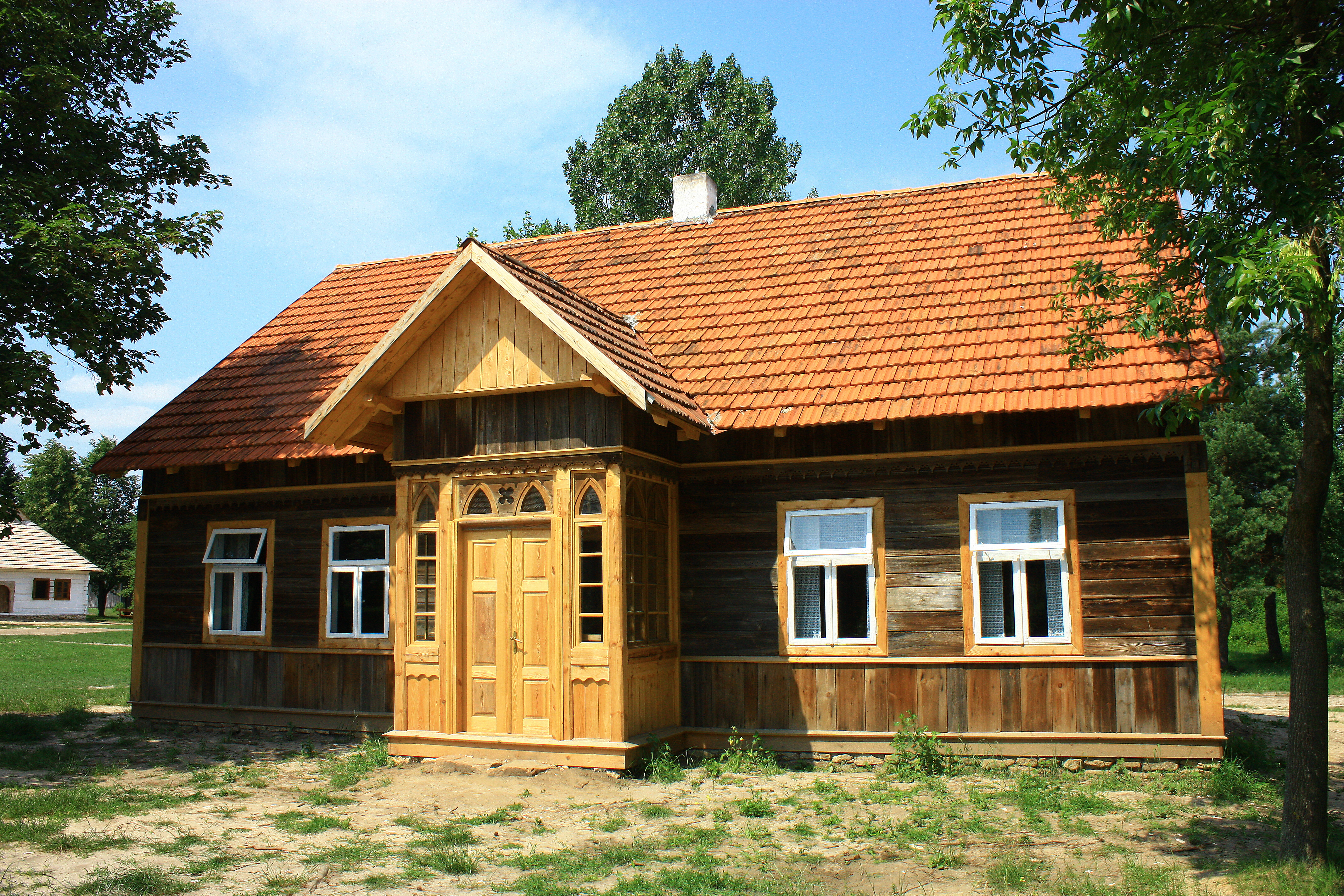
Dom ze Skorzowa, XIX w. (sektor małomiasteczkowy)

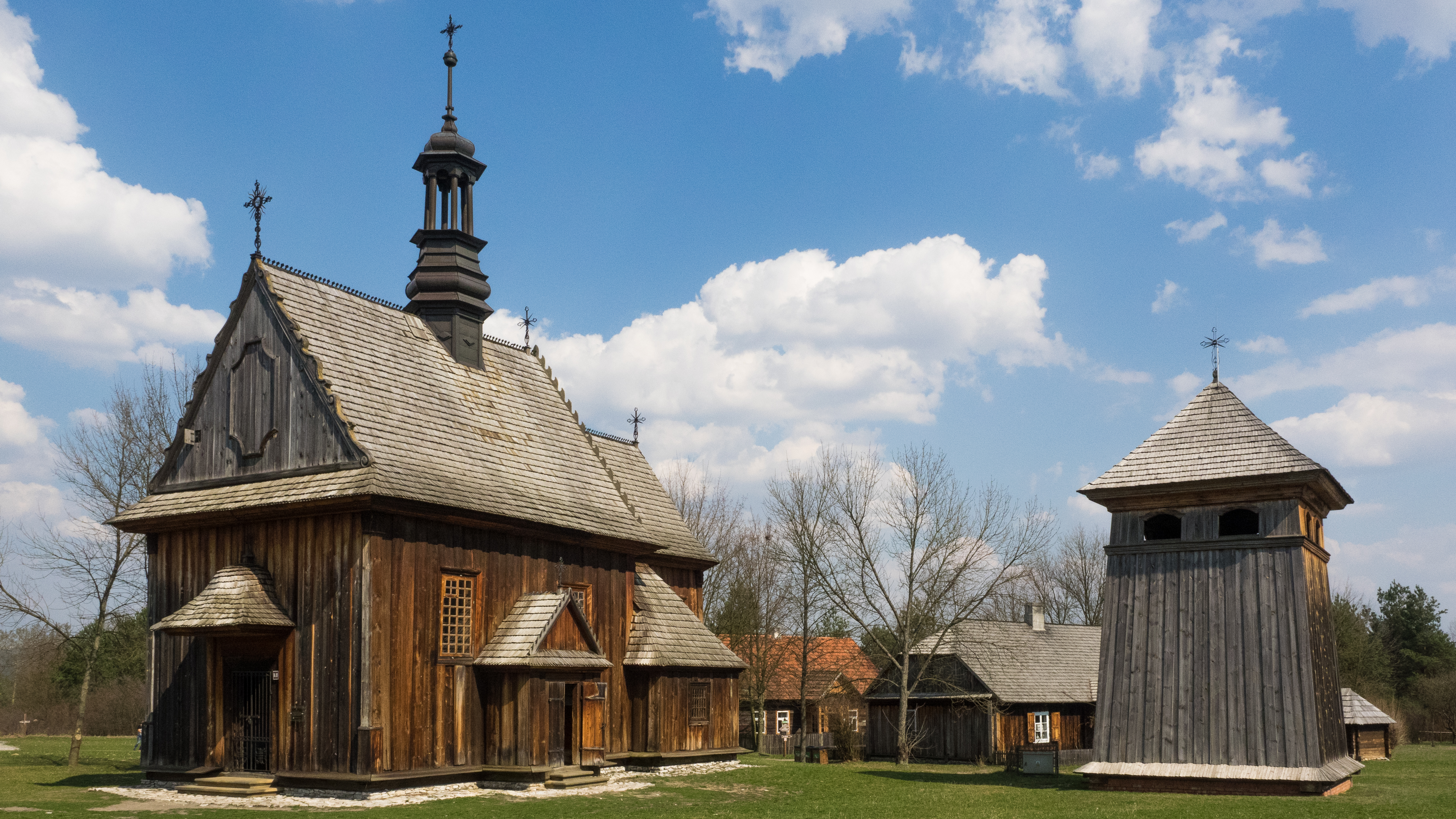
Kościół z Rogowa wraz z dzwonnicą

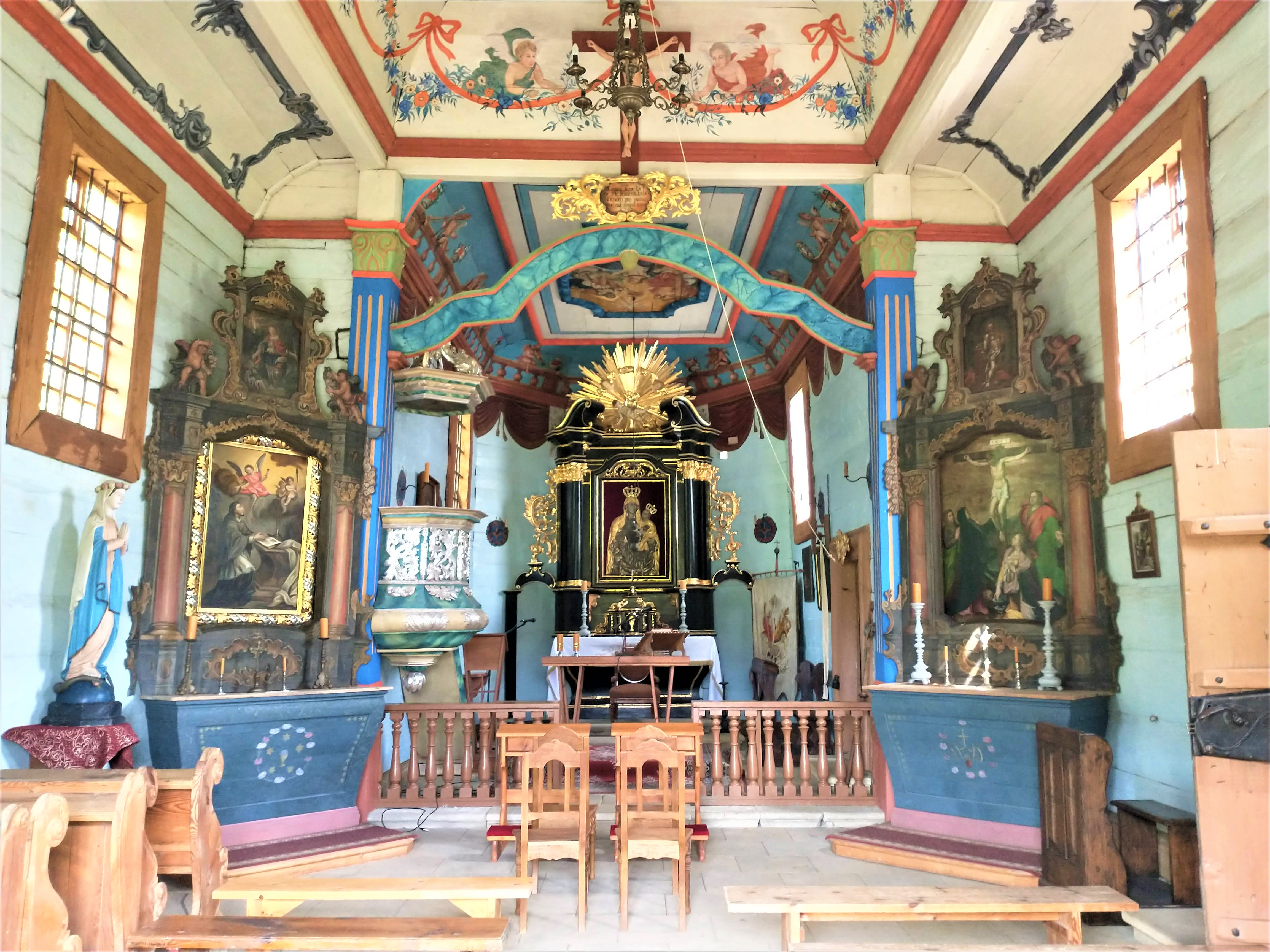
Wnętrze kościoła z Rogowa

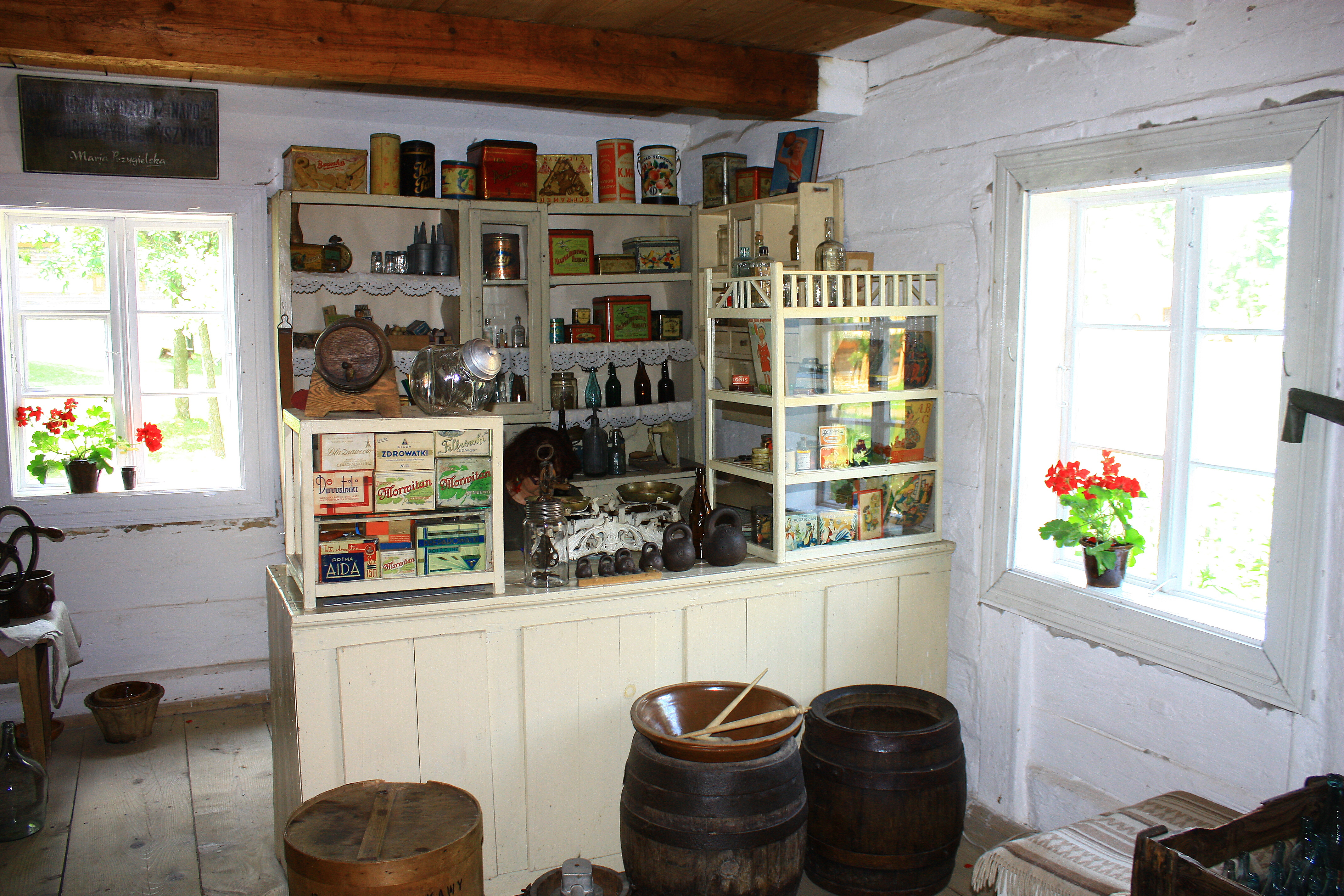
Wnętrze organistówki z Bielin (sklep wiejski)

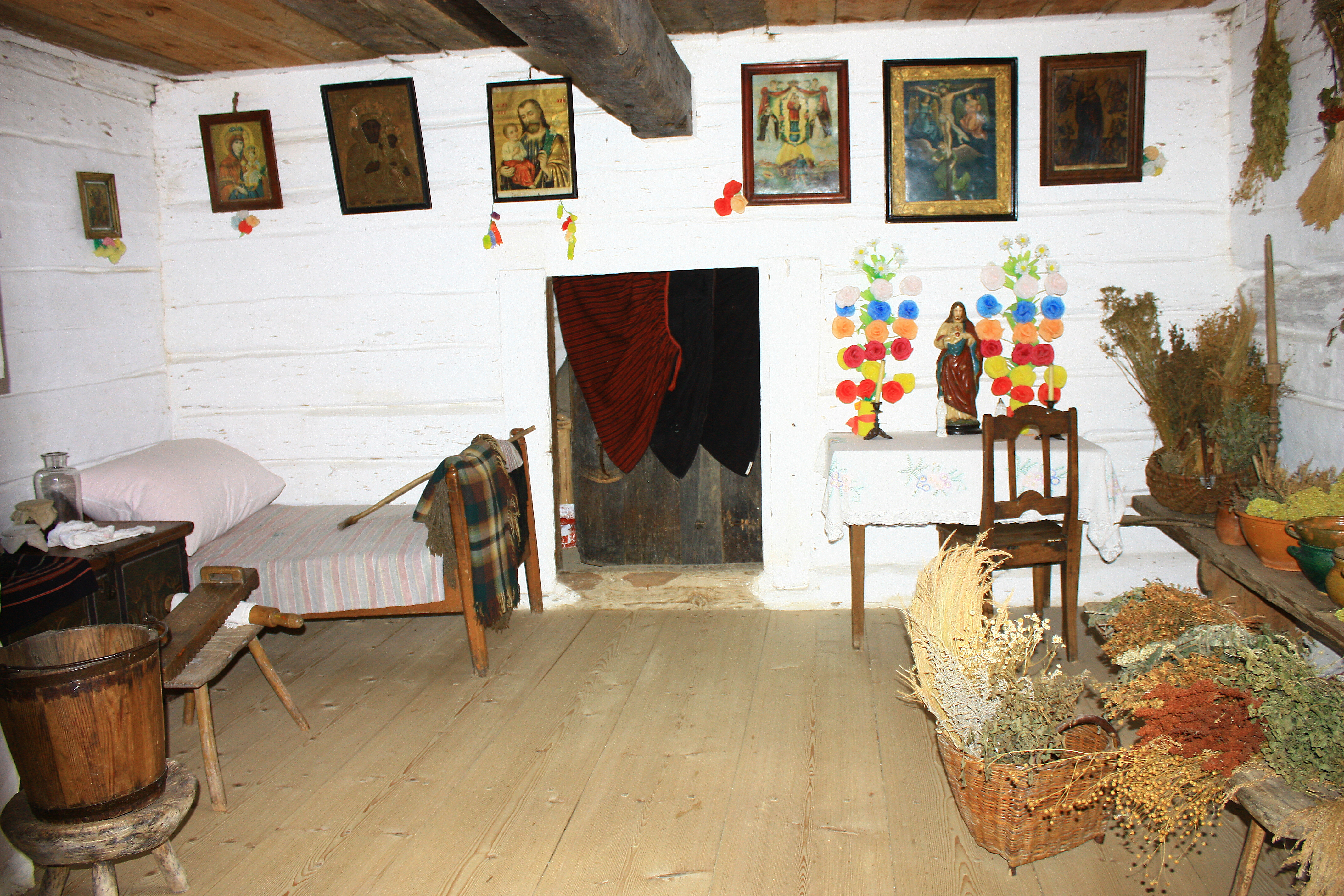
Wnętrze chaty zielarki z Bronkowic

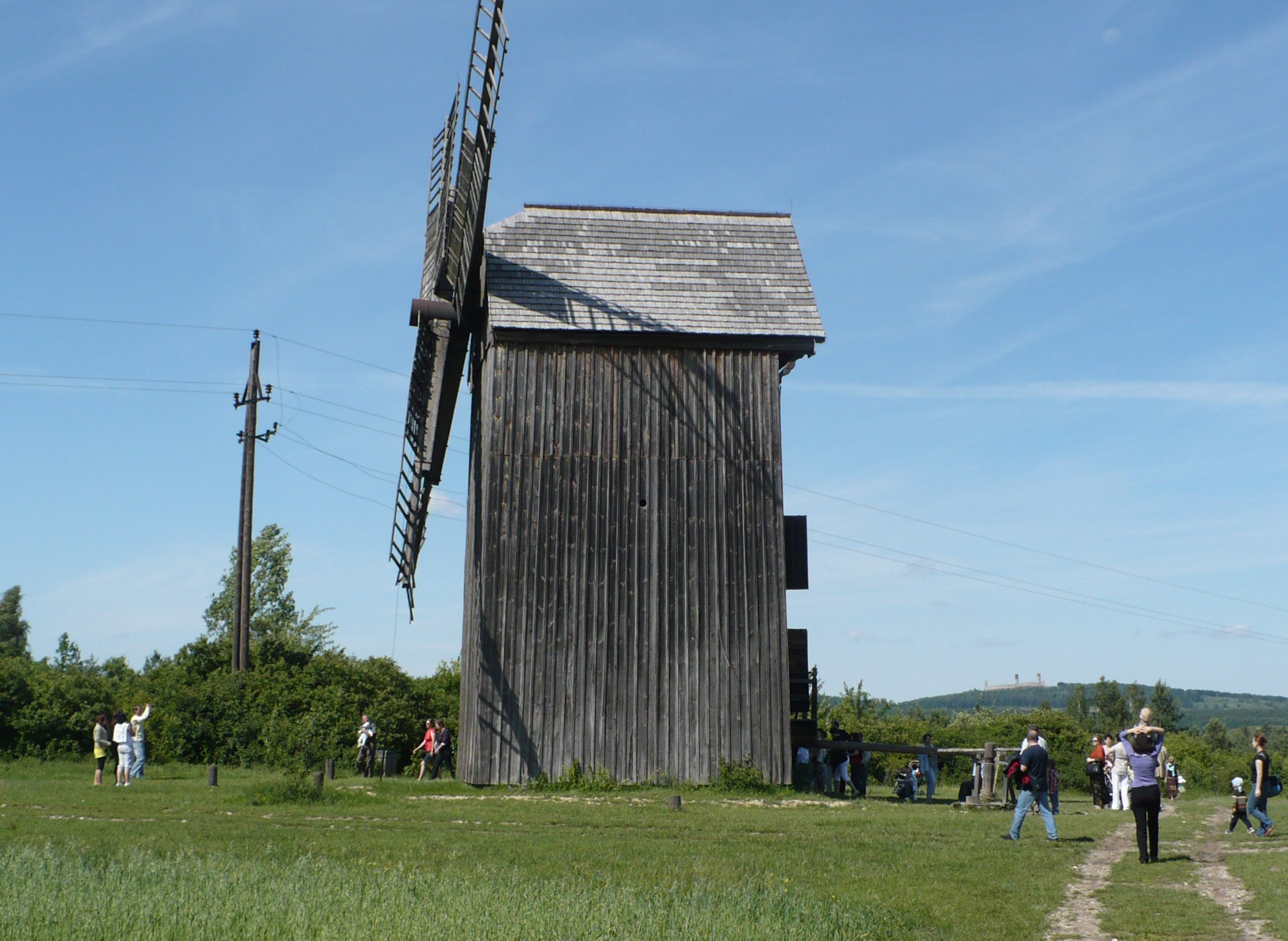
Wiatrak paltrak z Grzmucina, 1921 (sektor wyżynny)

Park Etnograficzny w Tokarni – skansen wsi kieleckiej, oddział Muzeum Wsi Kieleckiej w Kielcach, zlokalizowany w dolinie Czarnej Nidy, we wsi Tokarnia (gmina Chęciny, powiat kielecki).

## Historia i charakterystyka
Skansen powstał z inicjatywy i w zgodzie z założeniami profesora Romana Reinfussa, etnografa i znawcy kultury ludowej Kielecczyzny. Placówkę powołano do życia w 1976, a park otwarto w 1977. W jego ramach odtworzono układy osadnicze wsi z różnych części Kielecczyzny – Gór Świętokrzyskich, Niecki Nidziańskiej, Wyżyny Sandomierskiej i Wyżyny Krakowsko-Częstochowskiej. Muzeum na powierzchni 65 hektarów skupia 38 zespołów obiektów, które rozmieszczono w pięciu sektorach: małomiasteczkowym, wyżynnym, dworsko-folwarcznym, budownictwa świętokrzyskiego i terenów lessowych. Ekspozycja odwzorowuje pejzaż wiejski XVIII i XIX wieku, uzupełniony obiektami handlu (np. apteka) i przemysłu wiejskiego (m.in. wiatraki) oraz wyposażeniem wnętrz, zarówno w tradycyjne meble i sprzęty, jak i urządzenia warsztatowe, m.in. tkackie, plecionkarskie, czy gonciarskie. Koncepcja jest dopełniana przez małą architekturę (m.in. studnie, czy kieraty) oraz aranżację przyrody: ogródki przydomowe, ziołowe, czy łąki. Muzeum dysponuje również zespołem budownictwa sakralnego z kościołem Matki Boskiej Pocieszenia przeniesionym z Rogowa.
Muzeum jest jedynym spadkobiercą dzieł rzeźbiarza ludowego Jana Bernasiewicza. Stała wystawa poświęcona twórczości jego oraz jego żony, Marii (poetki ludowej piszącej o rzeźbach męża), eksponowana jest w zagrodzie z Bukowskiej Woli.
Muzeum jest jedną z najchętniej odwiedzanych atrakcji turystycznych w województwie świętokrzyskim, np. w 2008 zwiedzone zostało przez ponad 70 tysięcy osób. Skansen jest rozbudowywany i docelowo ma pomieścić 120 obiektów. Placówka prowadzi działalność naukowo-badawczą i wydawniczą. Gromadzi otwartą publicznie bibliotekę i filmotekę tematyczną.

## Obiekty

### Sektor małomiasteczkowy
- spichlerz z Chęcin, II połowa XVIII w. (kasa, informacja turystyczna),
- chałupa z Siekierna, 1887,
- spichlerz z Wyszmontowa, XVIII w.,
- dom drewniany ze Skorzowa, XIX w.,
- organistówka i kurnik z Bielin, połowa XIX w.,
- chałupa z Szydłowa, 1705,
- dom z Wąchocka, 1863,
- dom z Wąchocka, 1870,
- dom z Ćmielowa, 1800,
- dom z Daleszyc, 1892,
- chałupa z Klonowa (toalety),
- młocarnia dworska z Ogonowic, XIX w.,
- dzwonnica drewniana z Kazimierzy Wielkiej, 1848,
- barokowy kościół Matki Boskiej Pocieszenia z Rogowa, 1763,
- plebania z Goźlic, 1768,
- stodoła z Suchedniowa, 1863[3].

### Sektor wyżynny
- zagroda z Bukowskiej Woli,
- kuźnia z Radoski, około 1900,
- zagroda ze Ślęzan, XVIII/XIX w.,
- stodoła z Brzuchani, 1860,
- chałupa z Rokitna, 1805,
- zagroda z Nasiechowic, XIX w.,
- warsztat garncarski z Rędocina,
- zagroda okólna z Kaliny Małej, 1852,
- zagroda ze Złotnik, 1860,
- zagroda okólna ze Szczepanowic, 1855,
- wiatrak holenederski z Grzymałkowa, 1931,
- wiatrak koźlak z Dębna, 1880,
- wiatrak paltrak z Grzmucina, 1921[3].

### Sektor dworsko-folwarczny
- spichlerz z Rogowa, 1684,
- obora z Mostków (toaleta),
- stodoła dworska z Radkowic, 1855,
- spichlerz ze Staszowa, druga połowa XIX w.,
- ośmiorak z Rudy Pilczyckiej, 1914 (miejsca noclegowe),
- spichlerz ze Złotej Pińczowskiej, 1719,
- dwór z Suchedniowa, początek XIX w.,
- maneż,
- miejsce spotkań rekreacyjnych i szkoleniowych[3].

### Sektor świętokrzyski
- wiatrak koźlak z Janika, 1861,
- chałupa z Umra, 1863,
- stodoła z Brzezin, około 1880,
- zagroda z Sukowa, XVIII/XIX w.,
- zagroda z Sierżaw, XIX w.,
- chałupa z Woli Szczygiełkowej, 1870,
- chałupa z Bronkowic, koniec XVIII w.,
- kapliczka z Dębna, 1880,
- chałupa ze Słupi Starej, 1840,
- zagroda z Bielin, XVIII-XX w.,
- stodoła z Radkowic, druga połowa XIX w.,
- zagroda z Okołu, XIX/XX w.,
- zagroda okólna Radkowic, XIX/XX w[3].

### Sektor nadwiślański
- młyn wodny z Piasku, 1930,
- młyn z Parszowa, 1853,
- chałupa z Niedziałek, 1863,
- chałupa z Ostrowców, druga połowa XIX w.,
- stodoła z Ciuslic, 1850[3].

### Sektor lessowy
- wiatrak z Pacanowa, 1913,
- zagroda z Gęsic, XIX w.,
- chałupa ze Świątnik, 1758,
- chałupa z Kobylnik,
- chałupa z Chroberza, 1868,
- studnia kieratowa z Gór Pińczowskich, połowa XVIII w.,
- piec hutniczy do wytopu ołowiu,
- scena i stanowiska do pokazu pędzenia dziegciu oraz wypalania węgla drzewnego[3].

### Obiekty użytkowe przy wejściu
- dwór z Mirogonowic, XVIII w. (biblioteka),
- hala zapleczowa,
- obiekty dydaktyczno-konferencyjne[3].